# Grande Gette
Grande Gette är ett vattendrag i Belgien.   Det ligger i regionen Flandern, i den centrala delen av landet, 50 km öster om huvudstaden Bryssel.
Omgivningarna runt Grande Gette är en mosaik av jordbruksmark och naturlig växtlighet. Runt Grande Gette är det ganska tätbefolkat, med 248 invånare per kvadratkilometer.